# Richard Lourie
Richard Lourie (Cambridge, Massachusetts 1940) is een Amerikaans schrijver, publicist en vertaler van Joods-Litouwse herkomst. Zijn bekendste werk is De autobiografie van Stalin.

## Leven
Lourie is afkomstig uit een Amerikaanse emigrantenfamilie van Joods-Litouwse familie. Hij studeerde eerst Engelse filologie aan de Universiteit van Boston en daarna Russische literatuur en geschiedenis aan de Universiteit van Californië - Berkeley. Te Berkeley maakte hij kennis en raakte hij vervolgens bevriend met schrijver Czesław Miłosz, die eveneens van Litouwse komaf was. Hij promoveerde op een proefschrift over Andrej Sinjavski.

## Werk
Lourie is de auteur van diverse psychologische romans, met veel aandacht voor suspense en vaak met een geschiedkundige achtergrond. Hij debuteerde in 1974 met de roman Sagittarius in Warsaw. In 1983 werd zijn tweede roman First Loyalty genomineerd voor de Pulitzerprijs.
Louries fictieve autobiografie van Stalin uit 1989 werd een internationale bestseller en beleefde ook in de Nederlandse vertaling diverse herdrukken. In dit boek werkt hij de door Leon Trotski geopperde hypothese uit dat Stalin zijn voorganger Vladimir Lenin zou hebben laten vergiftigen. Hij probeert deze stelling "van binnenuit aannemelijk te maken", onder andere zinspelend op de tegen zijn aard indruisende adoratie die Stalin later voor Lenin aan de dag legde, waarmee hij elke verdachtmaking van zich af schoof. Lourie stelt in het nawoord: "Historici zijn altijd gevangenen van de naakte feiten. Als iets feitelijk niet kan worden aangetoond heeft het als het ware nooit plaatsgevonden. Dat is een gevaarlijk standpunt, zeker met betrekking tot een regime dat stelselmatig bewijzen verdoezelt. Vandaar de keuze voor fictie. Een andere manier is er niet".
In 2002 publiceerde Lourie een biografie over Andrej Sacharov. In 2007 schreef hij een roman over Anne Frank vanuit het perspectief van de man die de verblijfplaats van de familie Frank verraden heeft.
Lourie is columnist bij The Moscow Times.en publiceert regelmatig in The New York Times, The Washington Post, The Nation en The New Republik. Ook vertaalde hij een groot aantal werken vanuit het Russisch en het Pools naar het Engels, onder andere van Vladimir Vojnovitsj, Tadeusz Konwicki en Aleksander Wat.